# Spryginia crassifolia
Spryginia crassifolia là một loài thực vật có hoa trong họ Cải. Loài này được Botsch. miêu tả khoa học đầu tiên.